# Любомир Йездич
Любомир Йездич, наречен Развигор (на сръбски: Љубомир Јездић или Ljubomir Jezdić), е сръбски революционер, участник в Сръбската пропаганда в Македония.

## Биография
Йездич е роден в град Лозница, Сърбия, в 1884 година. Завършва шести клас в Шабацката гимназия. Записва се във Военната академия, но преди края на третата година е принуден да я напусне. Записва се да учи право в Белград и става един от най-изтъкнатите лидери на младежкото националистическо движение.
На 1 февруари 1905 година влиза в четата на Георги Скопянчето. По-късно минава в четата на Христо Стефанов Старачки. Когато Старачки се връща в Сърбия, Йездич оглавява четата му. Участва в голямата битка с османски войски при Челопек на 16 април 1905 година.
Участва в Балканските войни като сержант, а в Първата световна като командир на картечно отделение в Югославския доброволчески корпус в Руската армия. Разболява се и е назначен за военен делегат в Тунис. След 1918 година живее в Белград и работи като адвокат.